# (1689) Floris-Jan
(1689) Floris-Jan est un astéroïde de la ceinture principale.

## Description
(1689) Floris-Jan est un astéroïde de la ceinture principale. Il fut découvert le 16 septembre 1930 à Johannesbourg par Hendrik van Gent. Il présente une orbite caractérisée par un demi-grand axe de 2,45 UA, une excentricité de 0,21 et une inclinaison de 6,4° par rapport à l'écliptique.

## Compléments